# Conceição
Conceição là một đô thị thuộc bang Paraíba, Brasil. Đô thị này có diện tích 579,432 km², dân số năm 2007 là 17017 người, mật độ 29,4 người/km².